# Praskovče
Praskovče (em cirílico: Прасковче) é uma vila da Sérvia localizada no município de Ražanj, pertencente ao distrito de Nišava. A sua população era de 422 habitantes segundo o censo de 2011.

## Demografia
| 1948 | 1953 | 1961 | 1971 | 1981 | 1991 | 2002 | 2011 |
| ---- | ---- | ---- | ---- | ---- | ---- | ---- | ---- |
| 773  | 822  | 748  | 615  | 615  | 571  | 511  | 422  |